# MathCAD
Mathcad er et teknisk beregningsprogram primært beregnet til verifikation, validering, dokumentation og genbrug af tekniske beregninger. Programmet blev først indført i 1986 i en DOS-udgave. Mathcad var den første til at indføre direkte redigering af matematisk notation, kombineret med automatiske beregninger. Mathcad er rettet mod dokumentation af numeriske ingeniørmæssige beregninger i matematisk notation.

## Oversigt
Mathcad bruges af ingeniører og forskere i forskellige discipliner – oftest styrke mekaniske, elektriske og tekniske beregninger. Oprindeligt udtænkt og skrevet af Allen Razdow (fra MIT), medstifter af MathSft). Mathcad er nu ejet af PTC. Mathcad er generelt accepteret som det første computerprogram til automatisk at beregne og kontrollere sammenhængen af enheder, såsom International System of Units (SI).
Mathcad er detaljeret omkring et arbejdsark, hvor ligninger og udtryk bliver skabt og manipuleres i det samme grafiske format, som de præsenteres (WYSIWYG) i en fuld grafisk brugerflade – i modsætning til forfatning i almindelig tekst, en tilgang senere vedtaget af andre systemer, såsom Wolfram Mathematica og Maple. Ensbetydende med at brugeren dels kan gøre sine beregninger men samtidigt have fuld dokumentation i matematisk og grafisk notation.

## Resumé af egenskaber
Mathcads brugerflade giver brugerne mulighed for at kombinere en række forskellige elementer (matematik, beskrivende tekst, billeder og grafik) i form af et arbejdsark. Fordi matematik er kernen i programmet, er matematikken i sagens natur meget dynamisk.
Hurtigt genberegnes værdier som ændres. Dette giver mulighed for simpel manipulation af input variabler, antagelser og udtryk, med øjeblikkelig visuelle og let læselige effekter på resultaterne. Eksemplerne nedenfor tjener til at skitsere omfanget af Mathcads evner.
- Udnytte numeriske funktioner på tværs af eksempler, såsom statistikker, data analyse, billedbehandling og signalbehandling
- Automatiske administration af enheder i hele regnearket, hvilket forhindrer forkerte operationer og udfører automatisk enhedskontrol
- Løsning af systemer af ligninger, som ODE og PDEs gennem brug af flere metoder
- Finde rødder i polynomier og funktioner
- Beregne og manipulere udtryk symbolsk, herunder inden for systemer af ligninger
- Oprette parametrisk 2D og 3D plot typer, samt diskrete datategning
- Udnytte standard, læsbare matematiske udtryk inden for indlejret program konstruktioner.
- Udføre vektor-og matrix-operationer, herunder egenværdier og egenvektorer
- Udføre kurvetilpasning og regressionsanalyse på eksperimentelle datasæt
- Udnytte statistiske og design af eksperimenter funktioner og plot typer, og evaluere sandsynlighedsfordelinger
- Importere fra og eksporter til andre programmer og filtyper, såsom Microsoft Excel
- Medtage henvisninger til andre Mathcad regneark til genbrug fælles metoder til beregning

## Aktuelle udgivelser
- Mathcad 15,0 (oprindeligt udgivet i juni 2010) er den næste progressive frigivelse af det traditionelle produkt linje, der deler det samme regneark filstruktur og udvidelse som sin forgænger, Mathcad 14,0.

- Mathcad Prime 1.0, (indført i januar, 2011) har til hensigt at levere mere funktionalitet. Hensigten er en årlig udgivelse. Mathcad Prime 1,0 interface er mere grafisk interaktiv, og har vedtaget Microsofts Fluent-brugergrænsefladen som en tilgang til opgave-baseret organisering af de forskellige elementer under skabelse og interaktion af arbejdsarket. Mathcad prime har langt mere funktionalitet indenfor dokumentation og præsentation.